# Molar Peak
Der Molar Peak ist ein 1065 m hoher und steilwandiger Berg auf der Anvers-Insel im Palmer-Archipel. In der Osterrieth Range ragt er zwischen Mount Camber und dem Copper Peak auf.
Das UK Antarctic Place-Names Committee benannte ihn 1957 im Anschluss an eine Vermessung durch den Falklands Islands Dependencies Survey. Benannt ist er nach seiner Form, die an einen Backenzahn (englisch molar) erinnert.